# Seznam ameriških atletov
Seznam ameriških atletov.

## A
- Edgar Ablowich
- Amy Acuff
- Derrick Adkins
- Dave Albritton
- Terry Albritton
- Frederick Alderman
- Anita Allen
- Ray Armstead
- Ronnie Ash
- Horace Ashenfelter
- Evelyn Ashford
- Gerald Ashworth

## B
- Alonzo Babers
- Charles Bacon
- George Baird
- Thane Baker
- Willie Banks
- Me'Lisa Barber
- Ray Barbuti
- Randy Barnes
- Michael Bates (atlet)
- Kim Batten
- Bob Beamon
- Percy Beard
- Jim Beatty
- Kenta Bell
- Joan Benoit
- Larry Black
- Johnny Blais
- Arthur Blake
- Al Blozis
- Rachelle Boone-Smith
- Charles Borah
- Milt Campbell
- Ralph Boston
- Clifford Bourland
- Emil Breitkreutz
- Derrick Brew
- Valerie Brisco-Hooks
- Benjamin Brown (atlet)
- Carl Brown
- Ron Brown (atlet)
- Tom Burke
- Leroy Burrell

## C
- Lee Calhoun
- John Capel
- John Carlos
- Ken Carpenter
- Bill Carr
- Henry Carr
- Nathaniel Cartmell
- Ollan Cassell
- Rex Cawley
- Ellery Clark
- Louis Clarke
- Bryan Clay
- Kerron Clement
- Robert Cloughen
- Alice Coachman
- Commodore Cochran
- Roy Cochran
- LaTasha Colander
- Mike Conley (atlet)
- James Connolly (atlet)
- Hollis Conway
- Lillian Copeland
- Tom Courtney
- Shea Cowart
- Ralph Craig
- Shawn Crawford
- Mark Crear
- Francis X. Cretzmeyer
- Alan Culpepper
- Shayne Culpepper
- Glenn Cunningham (tekač)
- Thomas Curtis

## D
- Angela Daigle
- Willie Davenport
- Glenn Ashby Davis
- Otis Davis
- Walter Davis (atlet)
- Joe DeLoach
- Mary Decker
- Gail Devers
- Harrison Dillard
- George Washington Dixon
- Stacy Dragila
- Foy Draper
- Otis Drayton
- Jon Drummond
- Charles Dumas
- Armand Duplantis
- Hector Dyer

## E
- Torri Edwards
- John Eisele
- Schuyler Enck
- Lee Evans (atlet)
- Danny Everett
- Mark Everett (atlet)
- Barney Ewell
- Ray Ewry

## F
- Joe Falcon
- Sandra Farmer-Patrick
- Allyson Felix
- Mable Fergerson
- Barbara Ferrell
- Olga Fikotová
- Patrick Flynn (atlet)
- Dick Fosbury
- Greg Foster
- Herman Frazier
- Ron Freeman
- Ivan Fuqua

## G
- Kim Gallagher
- John Garrels
- Robert Garrett
- Justin Gatlin
- Tyson Gay
- Alfred Carlton Gilbert
- Harvey Glance
- Marty Glickman
- Sandra Glover
- John Godina
- Jami Goldman
- Adam Goucher
- Kara Goucher (r. Grgas)
- Sam Graddy
- Kim Graham
- Charles Greene
- Maurice Greene (atlet)
- Florence Griffith Joyner
- Carlette Guidry-White

## H
- Archie Hahn
- David Hall (atlet)
- William F. Hamilton
- Millard Hampton
- Glenn Hardin
- Catherine Hardy Lavender
- Arthur Harnden
- Danny Harris
- Otis Harris
- Alvin Harrison
- Calvin Harrison
- Kenny Harrison
- Edward Hart
- Bob Hayes
- Joanna Hayes
- Johnny Hayes
- Alan Helffrich
- Matt Hemingway
- Monique Henderson
- Monique Hennagan
- Thomas J. Hicks
- Harry Hillman
- Jim Hines
- Chaunte Howard
- Welles Hoyt
- Frank Hussey
- Nick Hysong

## J
- Bershawn Jackson
- Larry James
- Herbert Jamison
- Frank Jarvis
- Charlie Jenkins
- LaTasha Jenkins
- Allen Johnson
- Cornelius Cooper Johnson
- Lawrence Johnson
- Michael Johnson
- Rafer Johnson
- Earl Jones
- Esther Jones
- Hayes Jones
- John Wesley Jones
- Louis Jones
- Marion Jones
- Jackie Joyner-Kersee

## K
- Dean Karnazes
- Deena Kastor
- Mebrahtom Keflezighi
- John A. Kelley
- Frederick Kelly
- John Keston
- Khalid Khannouchi
- Robert Kiesel
- Roger Kingdom
- Daniel Kinsey
- Morris Kirksey
- Abel Kiviat
- Alvin Kraenzlein
- Dane Krager

## L
- Bernard Lagat
- Francis Lane
- Michael Larrabee
- Don Lash
- Catherine Hardy Lavender
- Robert Leavitt
- Muna Lee
- Charles Frederick Leonard mlajši
- Brian Lewis
- Carl Lewis
- Steve Lewis (atlet)
- Jim Lightbody
- Edward Lindberg
- Gerry Lindgren
- Harry Bluett Liversedge
- Marty Liquori
- Maxey Long
- Frank Loomis

## M
- Oliver MacDonald
- Timothy Mack
- Tianna Madison
- Maicel Malone-Wallace
- Madeline Manning
- Sydney Maree
- Mike Marsh
- James Mashburn
- Jesse Mashburn
- Bob Mathias
- Randy Matson
- Vincent Matthews
- Anthuan Maybank
- Francena McCorory
- Katie McGregor
- Edith McGuire
- Antonio McKay
- Sydney McLaughlin Levrone
- Earle Meadows
- Ted Meredith
- Ralph Metcalfe
- Rodney Milburn
- Mike Miller (atlet)
- Billy Mills
- Derek Mills
- Dennis Mitchell
- Stu Mittleman
- Kenny Mixon
- John Moffitt
- Tim Montgomery
- Charles Moore (atlet)
- Kenny Moore
- Melissa Morrison-Howard
- Bobby Joe Morrow
- Edwin Moses
- Aimee Mullins
- Ira Murchison

## N
- Renaldo Nehemiah
- Adam Nelson
- Fred Newhouse
- Sunder Nix

## O
- Dan O'Brien
- Parry O'Brien
- Harold Osborn
- Jesse Owens

## P
- Doug Padilla
- Maxie Parks
- Darvis Patton
- George Smith Patton mlajši
- Mel Patton
- Melvin Pender
- Michelle Perry
- Nanceen Perry
- Andre Phillips
- Dwight Phillips
- Paul Pilgrim
- George Poage
- William Porter
- Mike Powell
- Steve Prefontaine
- Meyer Prinstein

## Q
- James Quinn

## R
- James Rector (atlet)
- Charles Reidpath
- Lindy Remigino
- Butch Reynolds
- Alma Richards
- Sanya Richards
- Steven Riddick
- Betty Robinson
- Kevin Robinzine
- Andrew Rock
- Bill Rodgers (atlet)
- Wilma Rudolph
- Marla Runyan
- Henry Russell (atlet)

## S
- Alberto Salazar
- George Saling
- Jackson Scholz
- Bob Schul
- Frederick Schule
- Leonard Scott
- Jeff See
- Chad Senior
- Arthur Shaw
- Richard Sheldon
- Mel Sheppard
- Jean Shiley
- Michael Shine
- Frank Shorter
- David Sime
- Calvin Smith
- Dean Smith (atlet)
- LaMont Smith
- Ronnie Ray Smith
- Tommie Smith
- Forrest Smithson
- Wallace Spearmon
- Emerson Spencer
- Jim Spivey
- Andy Stanfield
- Dean Starkey
- Richard Stebbins
- Rochelle Stevens
- William Stevenson (atlet)
- Savanté Stringfellow

## T
- Norman Taber
- Angelo Taylor
- John Taylor (atlet)
- Morgan Taylor
- Robert Taylor (atlet)
- John Tewksbury
- Gerald Tinker
- Eddie Tolan
- Bill Toomey
- Emmett Toppino
- Gwen Torrence
- Terrence Trammell
- Albert Tyler (atlet)
- Wyomia Tyus

## V
- Andrew Valmon
- Craig Virgin

## W
- Stanisława Walasiewicz
- Brad Walker
- Jeremy Wariner
- Karl Warner
- Tyree Washington
- Quincy Watts
- Alan Webb
- Mal Whitfield
- Mac Wilkins
- Archie Williams
- Bernard Williams (atlet)
- Lauryn Williams
- Ulis Williams
- William Williams (atlet)
- Kelly Willie
- Aarik Wilson
- Allen Woodring
- John Woodruff
- Dave Wottle
- Lorenzo Wright
- Frank Wykoff

## Y
- Jack Yerman
- Earl Young
- Jerome Young
- Kevin Young (atlet)

## Z
- Babe Zaharias
- Torrance Zellner